# 道の駅風Wとままえ
道の駅風Wとままえ（みちのえき ふわっととままえ）は、北海道苫前郡苫前町にある国道232号の道の駅である。
風力発電がシンボルになっているので「風W」という名がついた。

## 施設

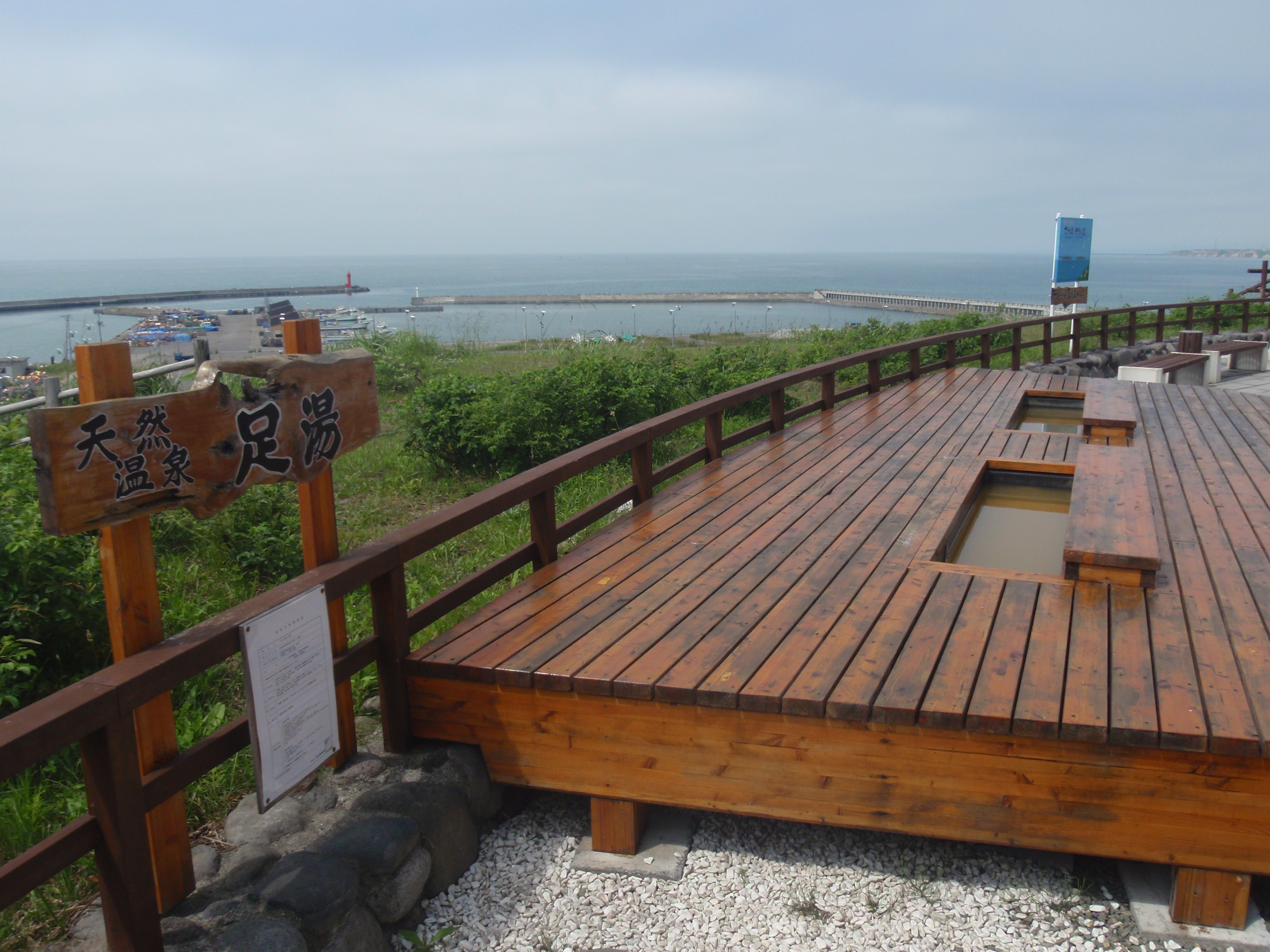
無料足湯

風Wホールや研修室、宿泊施設、温泉施設、レストラン、直売所は、新日本海地域交流センター「とままえ温泉ふわっと」の施設である。2023年（令和5年）4月28日にリニューアルオープンした。
- 駐車場
  - 普通車：78台
  - 大型車：10台
  - 身障者用：6台
- トイレ（いずれも24時間利用可能）
  - 男：大 2器、小 3器
  - 女：3器
  - 身障者用：1器
- 公衆電話：1台
- 公衆FAX：1台
- 苫前温泉（10:30 - 22:00）
  - 泉質：ナトリウム－塩化物強塩泉（高張性中性高温泉）（旧泉質名：強食塩泉）
  - 源泉温度：48.5℃
  - 道の駅施設内に日帰り入浴施設と宿泊施設を兼ねた新日本海地域交流センター「とままえ温泉ふわっと」、および無料の足湯施設がある。
- レストラン「風夢」（11:30 - 15:00、17:00 - 21:00）
- ラウンジ「Windmill」（11:30 - 23:00）
- 直売所「よってけ屋」
  - 地元特産品の売店を拡充し、2023年（令和5年）4月28日に新設[1]。

## 休館日
- 年中無休

## アクセス
- 国道232号

## 周辺
- 夕陽ヶ丘ホワイトビーチ
- 夕陽ヶ丘未来港公園
- 苫前町役場